# Heinrich Grütering

Heinrich Grütering (1834–1901). Photographie von Leopold Haase & Comp., Berlin. um 1874

Heinrich Grütering (* 25. November 1834 in Münster; † 5. Oktober 1901 in Kleve) war ein deutscher Jurist und Mitglied des Deutschen Reichstags.
Grütering besuchte das Gymnasium in Münster und die Universitäten in München und Berlin von 1854 bis 1857. 1863 wurde er Assessor, 1869 erst Kreisrichter und Kommissar der Königlichen Kreis-Gerichtskommission Dinslaken, später Wesel (Kreisgericht Wesel).
1875 bis 1883 und erneut von 1894 bis 1898 war er Mitglied des Preußischen Abgeordnetenhauses zunächst für den Wahlkreis Münster 1 (Ahaus-Steinfurt), dann für den Wahlkreis Düsseldorf 11 (Stadt- und Landkreis Mönchen-Gladbach). Von 1874 bis 1883 war er Mitglied des Deutschen Reichstags für den Wahlkreis Düsseldorf 7 (Moers, Rees), im Reichstag gehörte er zur Fraktion des Zentrums. Am 1. September 1883 legte er sein Reichstagsmandat wegen seiner Ernennung zum Landgerichtsrat nieder.